# Pomaker
Pomaker (bulgariska: Помаци; lokala namn: Pomak, Achrjan, Poganets, Marvak, Poturnak) är muslimer med bulgariska som modersmål. De bor i Bulgarien, Grekland och Turkiet och anses ha konverterat till islam mellan mitten av 1400-talet och början av 1800-talet. I Bulgarien kallas de också för Българи мохамедани (muslimska bulgarer) och i Turkiet för Pomak Türkleri (turkiska pomaker). De själva deklarerar olika identiteter – bulgarer, makedonier, turkar, etniska pomaker eller bara muslimer. I en historisk kontext är pomaker den samlade benämningen på islamiserade sydöstslavisktalande från Makedonien och Thrakien. Makedonier och bulgarer som i enlighet med det osmanska milletsystemet som kristna tillhörde det bulgariska exarkatet gick under den samlade benämningen "bulgarer".

## Geografi
Pomakerna bor huvudsakligen i Rodopibergen, regionen Smoljan, södra delarna av regionerna Pazardzjik och Kărdzjali och östra delen av regionen Blagoevgrad (Pirinmakedonien) i södra Bulgarien samt prefekturerna Xanthi och Rodhopi i nordöstra Grekland. De finns också i en grupp byar i regionen Lovetj i norra Bulgarien. I Turkiet är de koncentrerade till provinserna Kırklareli, Edirne, Çanakkale, Manisa och Balıkesir. De pomaker som bor i Turkiet är ursprungligt från Bulgarien och Grekland, men flyttade till Turkiet under Balkankrigen.

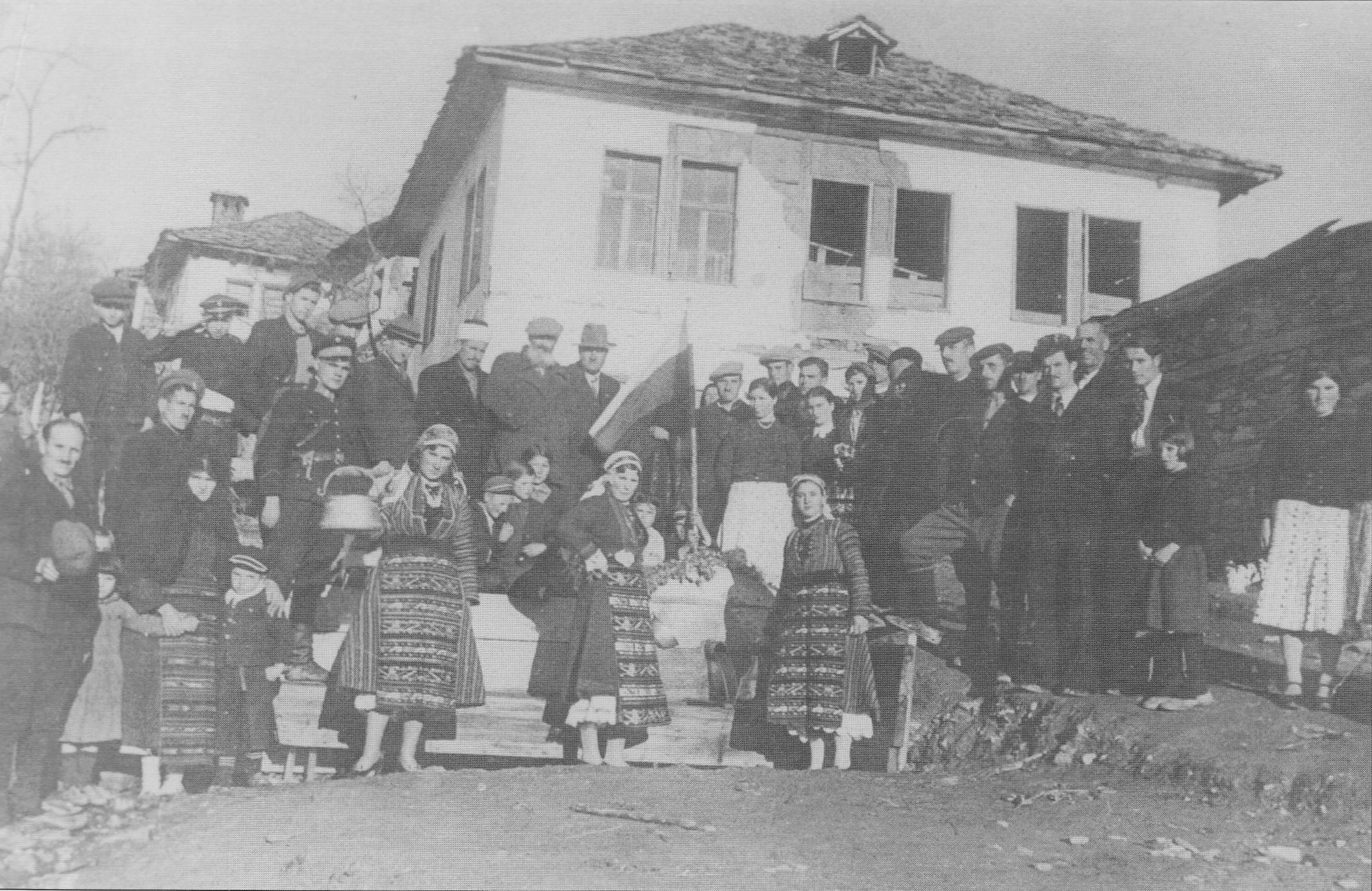
Muslimska bulgarer från Satovtja – 1935.

Pomakerna i Rodopibergen talar ett antal ålderdomliga slaviska dialekter. Under inflytande av massmedier och skolundervisning har dialekterna blivit nästan helt förenade med standardbulgariska bland de pomaker som bor i Bulgarien. Eftersom Grekland har tenderat att se sin muslimska minoritetsbefolkning som enbart turkiskspråkig och endast tillåtit undervisning på turkiska har de muslimska bulgarerna i Grekland till stor del blivit tvåspråkiga och en del av dem har numera turkiska som modersmål. Det bulgariska talspråket hos de medlemmar av gruppen som behållit bulgariskan har till stor del påverkats av turkiska och grekiska och uppvisar många avvikelser från standardbulgariska. Under 1990-talet publicerades i Grekland pomakisk-grekiska och grekisk-pomakiska ordböcker samt en pomakisk grammatik.
Pomakerna utgör inte en homogen befolkningsgrupp i Bulgarien. Pomakerna i Zlatograd och Devinområdet är inte särskilt religiösa. De som lever i Pirin och i de västra utkanterna av Rodopibergen (i regionerna Pazardzjik och Blagoevgrad) samt de som lever i Madan- och Rudozemområdena är däremot starkt religiösa och har behållit muslimskt namnskick, seder och klädsel. Medan merparten av folkgruppen har identifierat sig som bulgarer i folkräkningarna 1992 och 2001 har en minoritet i västra Rodopibergen valt att kalla sig turkar, trots att de har bulgariska som modersmål. Namnet 'pomak' är nedlåtande på bulgariska och ogillas av många pomaker, särskilt av icke utövande muslimer. Det namn som istället används är bulgariska muhammedaner (muslimska bulgarer) men det ogillas av andra delen som säger att det är ett assimilatoriskt namn.
Pomakerna i Grekland har till stor del turkifierats. Sedan 1990-talet har Grekland gjort vissa försök att föra fram en separat "pomak"-identitet, delvis på grund av den långt framskridna turkifieringen av icke-turkiska medlemmar av den muslimska minoriteten (pomaker och romer) och delvis på grund av fruktan för den växande andelen muslimer i Thrakien under de senaste årtiondena. En grekisk-pomakisk ordbok har utgivits och pomaker har ofta beskrivits av grekiska myndigheter som "en sammansmältning av bulgarer, greker och turkar" eller till och med som "muslimska slavisktalande greker".
Det finns även en grupp pomaker i Turkiet som uppskattas till ungefär 300 000 personer. Dessa är inte erkända av regeringen som etnisk minoritet och har till stor del blivit turkifierade.

## Historia
Pomakernas historia är ett ämne som är mycket omdiskuterat i Bulgarien, Grekland, Turkiet och Nordmakedonien – alla länder har olika versioner av pomakernas ursprung.

### Ursprung
Före 1989 ställde de flesta bulgariska författare upp tesen att pomakerna är bulgarer som Osmanska riket med våld tvingade att konvertera till islam. I Turkiet skrev man att pomakerna är petjeneger och kumaner som flyttade till Rhodopebergen under 1200-talet och som har glömt sitt modersmål. Grekernas tes är att pomakerna är traker som har blivit islamiserade och sedan slaveniserade. Vissa forskare från pomakernas kretsar har även föreslagit att pomakerna är araber till ursprunget, som flyttat till Rhodopebergen mellan 700- och 1200-talet.
Forskning efter 1990-talet har förändrat dessa teser. En av de forskare som har använt en stor mängd osmanska dokument är Evgeni Radusjev som i sin bok Помаците (Pomakerna, OCLC 166026969) har bevisat att pomakerna är slaver till ursprunget. Han, precis som den nederländska forskaren Machiel Kiel, har bevisat att inte våld utan ekonomiska faktorer gjorde att pomakerna konverterade till islam.

### 1877–1944
Under rysk-turkiska kriget 1877–1878 flyttade många pomaker från det befriade Bulgarien till Osmanska riket där den största del av pomakerna befann sig. Men ett antal orter i Rhodopebergen som hamnade i Bulgarien ville inte erkänna staten och därför grundade de Republiken Tămrăsj som existerade fram till 1886. Under Balkankrigen hamnade ändå större delen av Rhodopebergen i Bulgarien och i slutet av 1912 till första hälften av 1913 började den bulgariska kyrkan tillsammans med militärerna att tvinga pomakerna att konvertera till kristendomen mot deras vilja och ofta mördade militärerna de pomaker som inte ville konvertera. Många byar, som Zjizjevo och Tsrantja, blev helt förstörda. När det andra Balkankriget började år 1913 förlorade Bulgarien och det orsakade att pomakerna grundade en ny stat som hette Gumuldzjinska republiken men som existerade bara en månad.
Enligt Lausannefreden skulle alla pomaker och turkar från Grekiska Makedonien till Turkiet år 1923. År 1937 grundades i Bulgarien en förening – Rodina ('Hemland') av några pomaker som var bulgariska agenter och som försökte med polisens och administrationens hjälp att skapa en bulgarisk identitet hos pomakerna. Men eftersom de använde våld och andra icke-demokratiska metoder blev organisationen förbjuden år 1944 när regeringen byttes.

### 1944–1989
Men även den nya bulgariska regeringen försökte att assimilera pomakerna efter en kort tid. År 1964 försökte kommunisterna byta alla islamiska namn som pomakerna hade mot bulgariska men de lyckades inte. År 1972 var de bättre förberedda och med hjälp av militärerna och polisen, med mycket våld, nådde de sitt mål. De stängde också moskéerna i hela landet förutom Sofias moské och förbjöd islam. År 1989, efter kommunisternas fall, fick pomakerna rätt att ha muslimska namn och moskén öppnade återigen.